# Neerbosch-Oost
Neerbosch-Oost is een wijk in Nijmegen. Op 1 januari 2023 telde de wijk 7.625 inwoners, verdeeld over 3.695 woningen, met een gemiddelde WOZ-waarde van € 252.000, op een oppervlakte van 1,59 km².
De wijk is grotendeels gebouwd in de tweede helft van de jaren 1960, het noordoostelijke deel is gebouwd in 1990. Omdat het westelijke (tevens grootste) gedeelte van Neerbosch-Oost ingeklemd ligt tussen het Maas-Waalkanaal en twee drukke doorgaande wegen, de Graafseweg en de Neerbosscheweg, ligt dit deel van de wijk binnen Nijmegen tamelijk geïsoleerd; er is voor automobilisten slechts een toegangsweg, de O.C. Huismanstraat.
Hoewel het gebied tussen de Neerbosscheweg en de Dennenstraat - Dr. de Blécourtstraat (inclusief het nieuwbouwproject Rosa de Lima) deel uitmaakt van de wijk Neerbosch-Oost, wordt dit gedeelte door sommigen beschouwd als onderdeel van de wijk Hees.

## Ontstaan
De wijk is gebouwd bij het voormalige dorp Neerbosch, dat in 1920 door het graven van het Maas-Waalkanaal werd doorsneden. De Dorpsstraat aan de noordzijde van Neerbosch-Oost, met een middeleeuws kerkje op nr. 112 (een rijksmonument), de pastorie op nr. 114 en het brandspuithuisje op nr. 104 (gemeentemonumenten) herinneren daar nog aan. Tevens staan de woningen in Neerbosch-Oost kadastraal bekend als Neerbosch. Tot 1977 heette de wijk ook zo, daarna is de wijk bij raadsbesluit Neerbosch-Oost gaan heten.

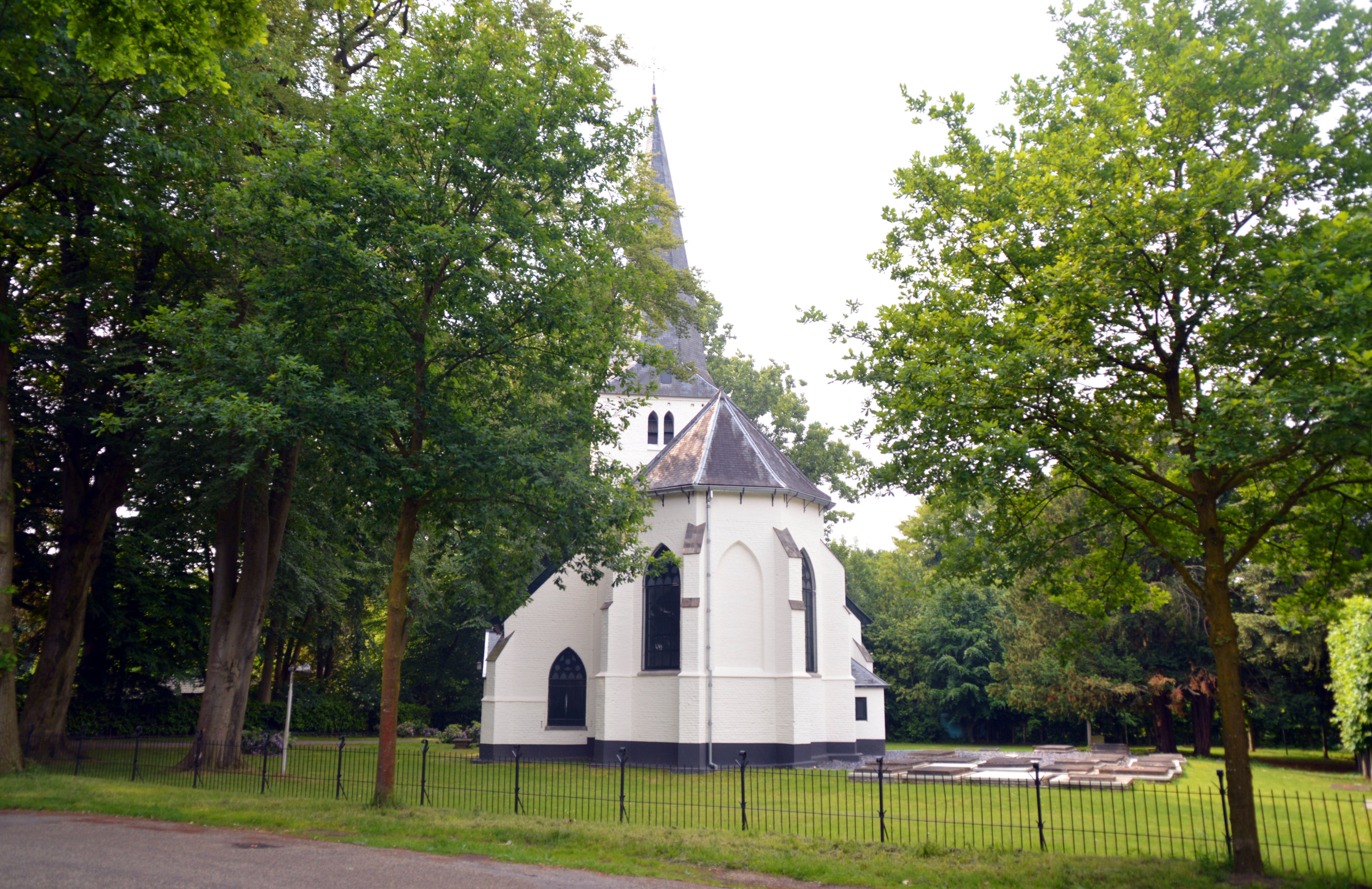
Witte kerkje

Neerbosch-Oost is de laatste stadsuitbreiding in het kader van de wederopbouw, voordat Nijmegen voorbij het Maas-Waalkanaal ging bouwen. De bebouwing is divers en ruim opgezet met veel groen tussen de buurten, de opzet is vrijwel gelijk aan de wijken Grootstal en Hatert, maar in tegenstelling tot die wijken worden er geen platte daken meer toegepast. Er staan veel sociale huurwoningen (slechts 26% is koopwoning), de wijk bestaat voor meer dan de helft uit hoogbouw, met name aan de zuidelijke en westelijke rand van de wijk. In het noordwesten, tussen de Dorpsstraat en het Maas-Waalkanaal, is sinds 1985 een bescheiden woonwagenkamp gevestigd.

## Voorzieningen
Centraal in de wijk ligt het in 1967 geopende winkelcentrum 'Notenhout', met twee supermarkten en diverse kleine winkels. In 2022 is dit winkelcentrum volledig gerenoveerd en is de overkapping verwijderd. De overige voorzieningen in de wijk bestaan uit een basisschool "Het Octaaf" (In 2021 verhuist naar nieuwbouw en hernoemd naar Kindcentrum Toon), bejaardenhuis "De Honinghoeve" (gesloopt in 2008, nieuwbouw gereed in 2010), Rooms-katholieke kerk "De Goede Herder" ontworpen door de architecten H. Brouwer en Th. Th. Deurvorst, wijkcentrum "De Schalmei", de "VoCASA" sporthal en kinderboerderij "'t Boerke". De bibliotheek is na brandstichting in 2002 grotendeels verwoest en is uiteindelijk geheel gesloopt. In 2007 is de bibliotheek heropend in het gebouw van de wijkschool, maar in 2012 weer gesloten. Er is verder weinig bedrijvigheid in de wijk, behalve het winkelcentrum is er een sportschool en een garagebedrijf waarvan het als rijksmonument aangewezen architectonisch bijzondere benzinestation Auto Palace sinds 1977 niet meer in werking is.
Breng-buslijn 6 verzorgt een directe verbinding met station Nijmegen, de binnenstad en het Radboud UMC. De in 2014 geopende treinhalte station Nijmegen Goffert ligt op loopafstand. Neerbosch-Oost is vijf minuten rijden verwijderd van een oprit van de snelweg A73. 

## Verbetering
Neerbosch-Oost is in de jaren 1960 gebouwd met relatief veel sociale woningbouw. In de jaren 1970 dreigde verpaupering, onder meer doordat het verlaten E.W. Smit-terrein, een voormalig aannemersbedrijf met een kraakpand in de noordoosthoek, een desolate aanblik bood. In 1989 is door de gemeente besloten om dit terrein te bebouwen met koopwoningen. Er kwam verder een jongerencentrum, Juke Box geheten, en er werd een Cruyff Court aangelegd. Ook de velden van Quick 1888 liggen in Neerbosch-Oost.

## Stedenband
De gemeente Nijmegen heeft in Neerbosch-Oost straten vernoemd naar enkele steden waarmee de stad een stedenband onderhoudt. De Pskovlaan, Masayalaan en Vriendschapslaan zijn in 1990 aangelegd op het voormalige E.W. Smit-terrein. In 1996 werden er 38 bejaardenwoningen opgeleverd aan de Rapsodiestraat (tegen het eerdergenoemde nieuwbouwdeel aan); om een hernummering van deze straat te voorkomen is dit deel omgedoopt tot Albanystraat.

## Afbeeldingen

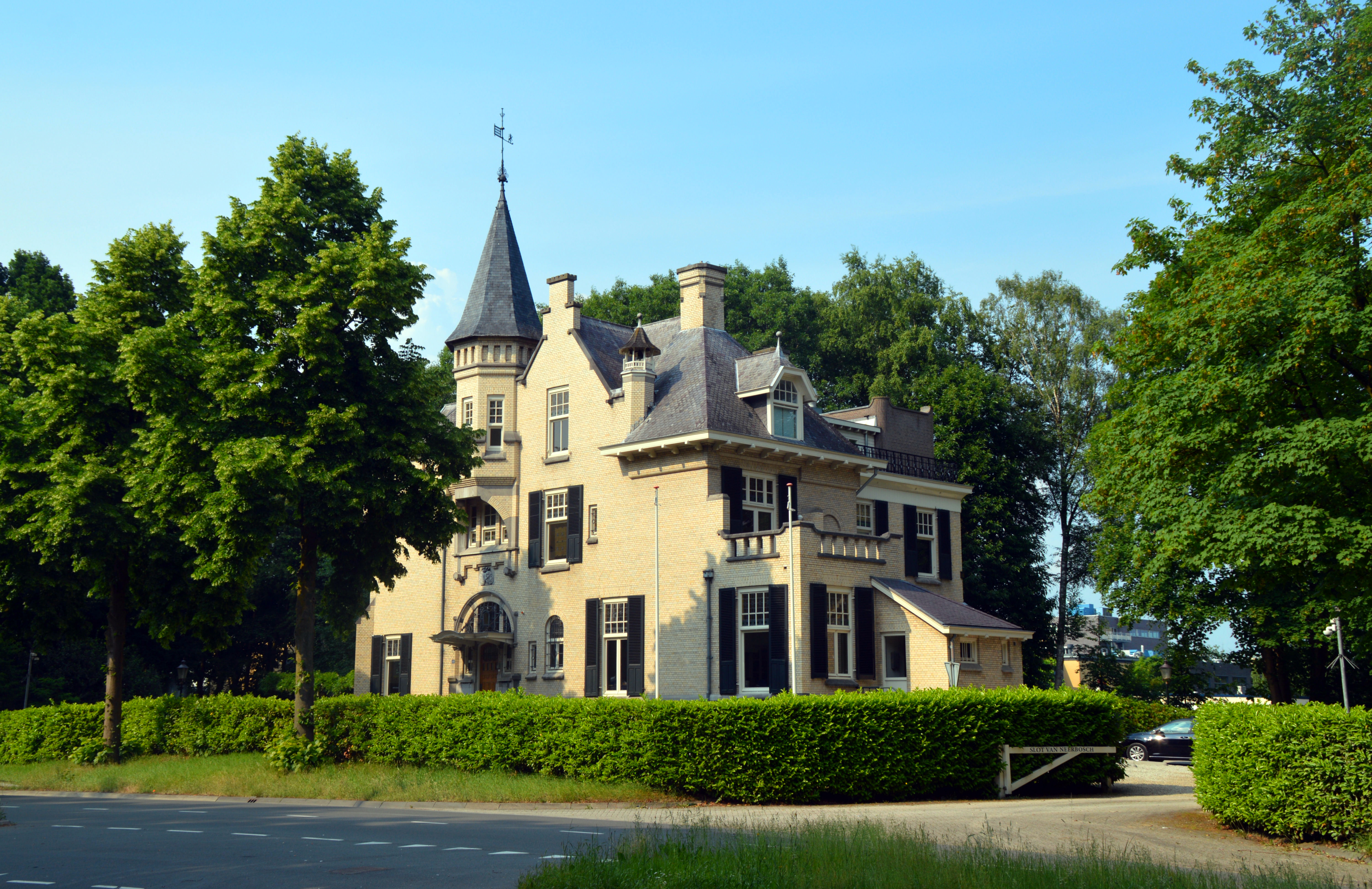
Villa Het Slotje
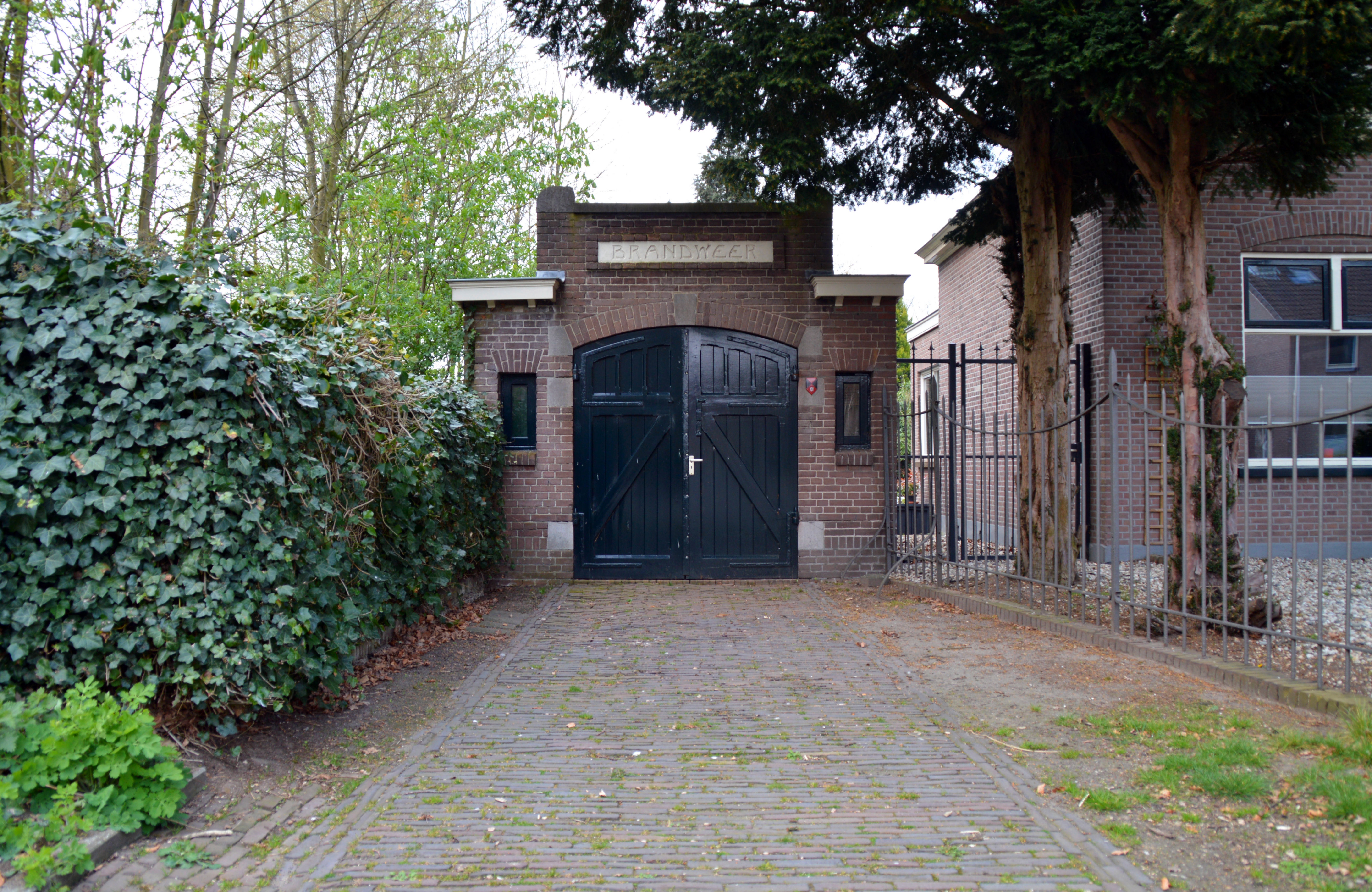
Brandspuithuisje
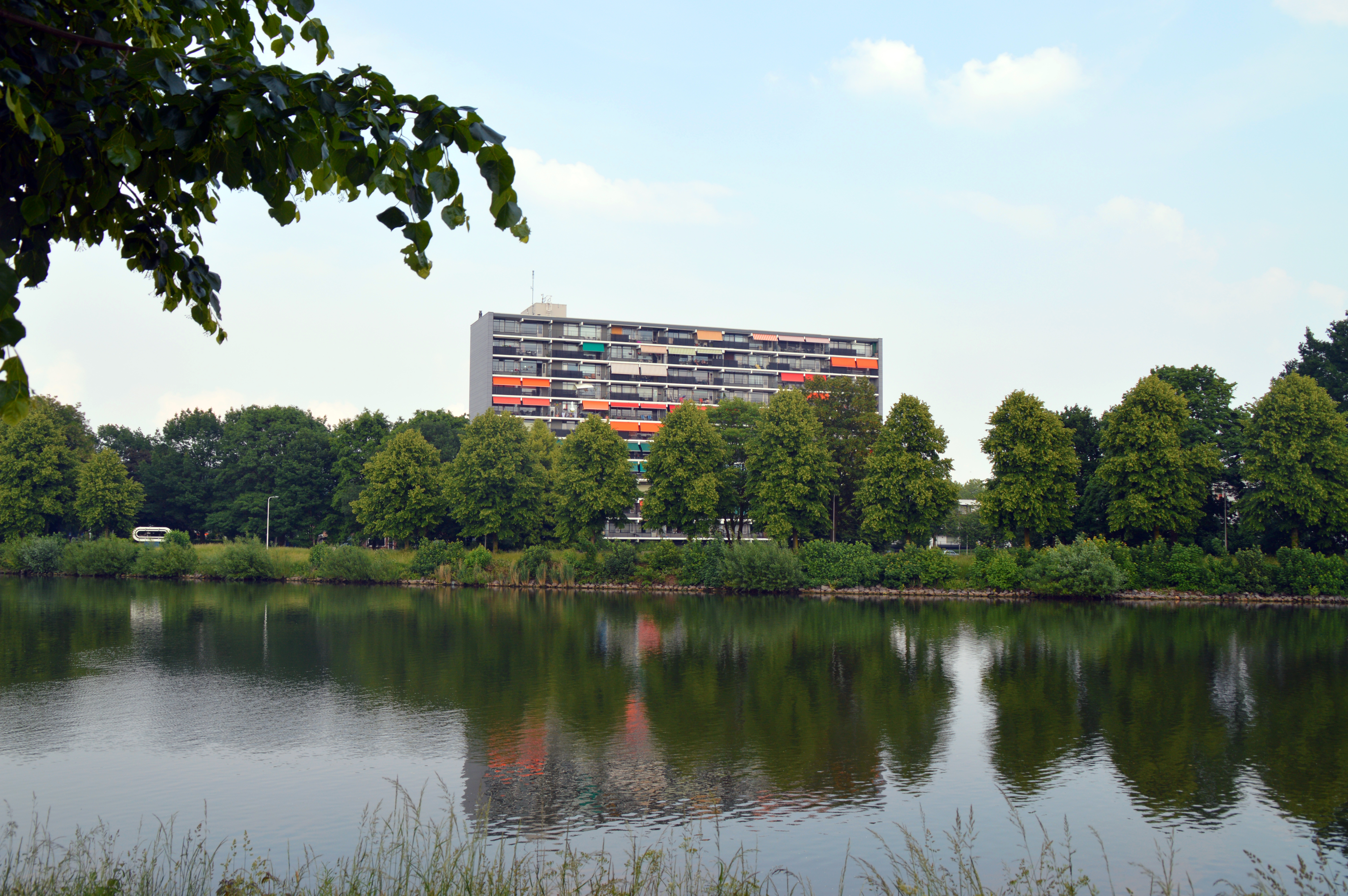
Hoogbouw aan het Maas-Waal kanaal
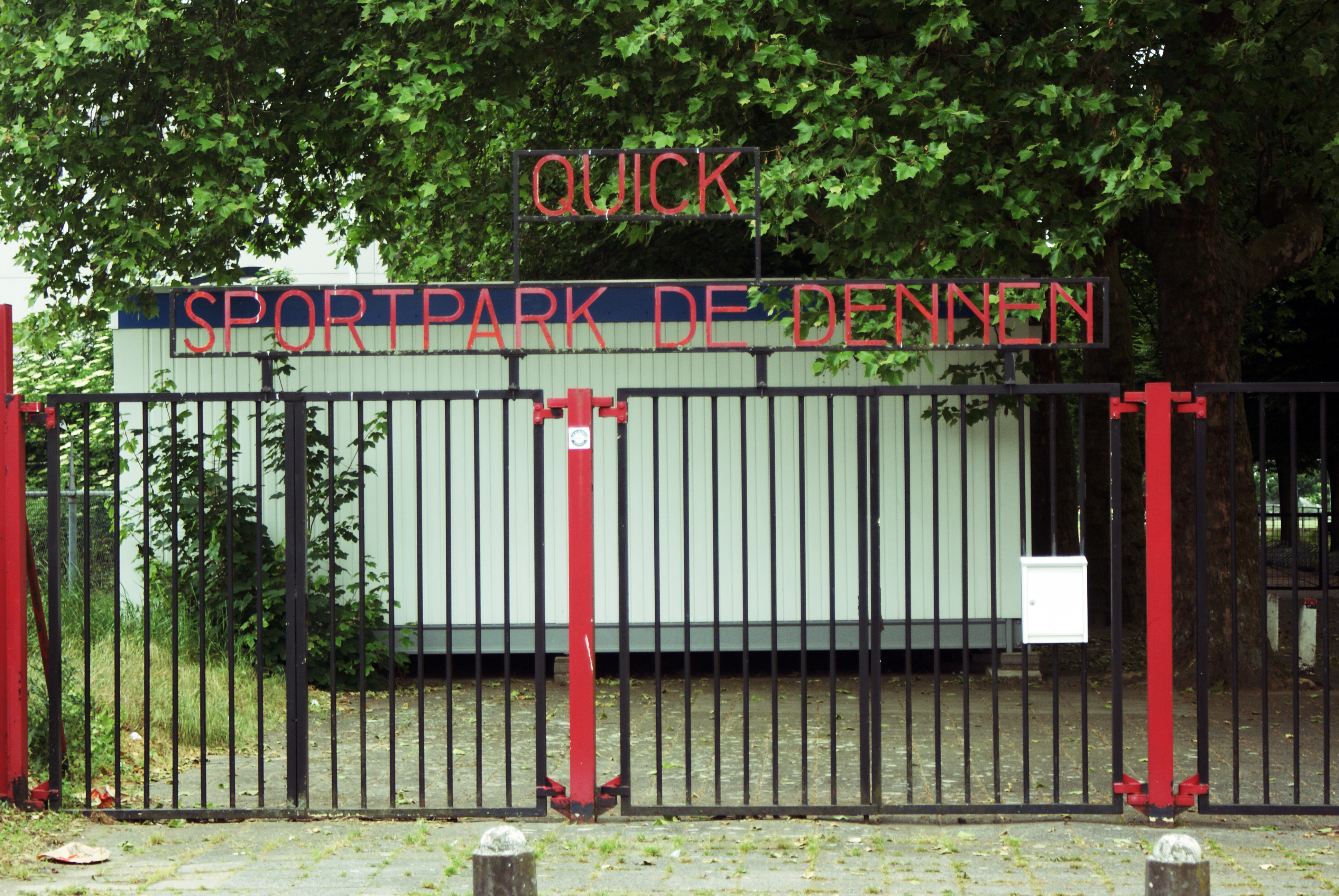
Sportpark De Dennen, hoofdingang Quick 1888
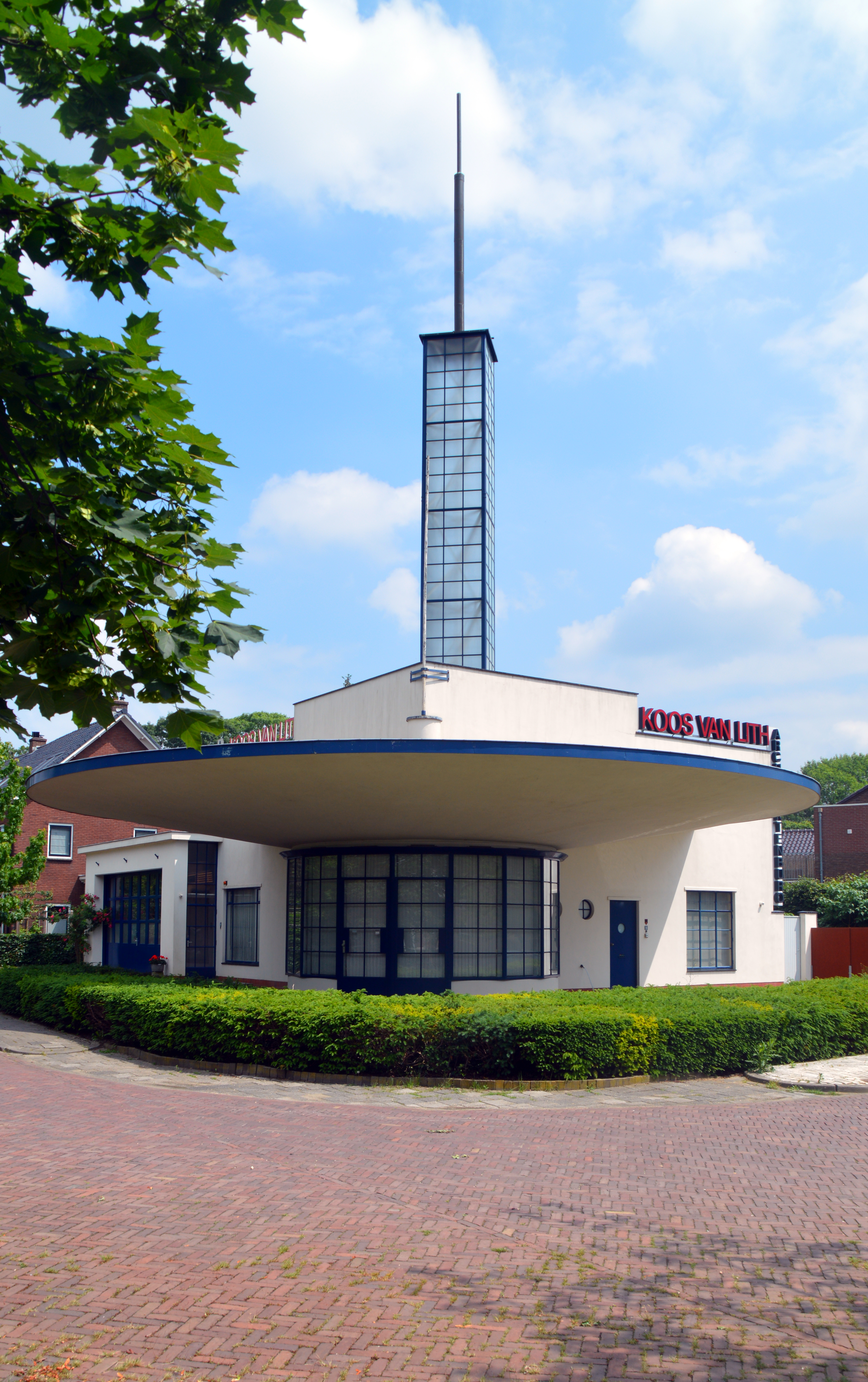
Voormalig pompstation Auto - Palace uit 1936
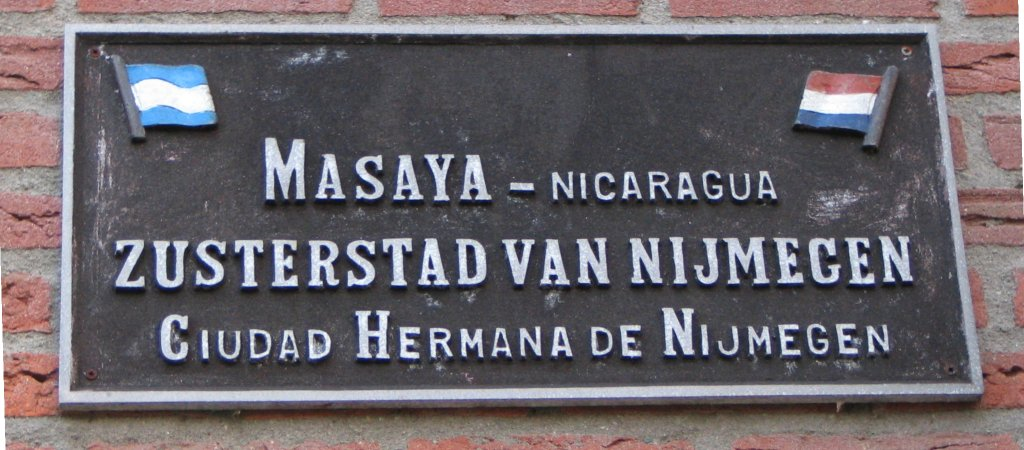
Plaquette aan de muur van een woning aan de Masayalaan
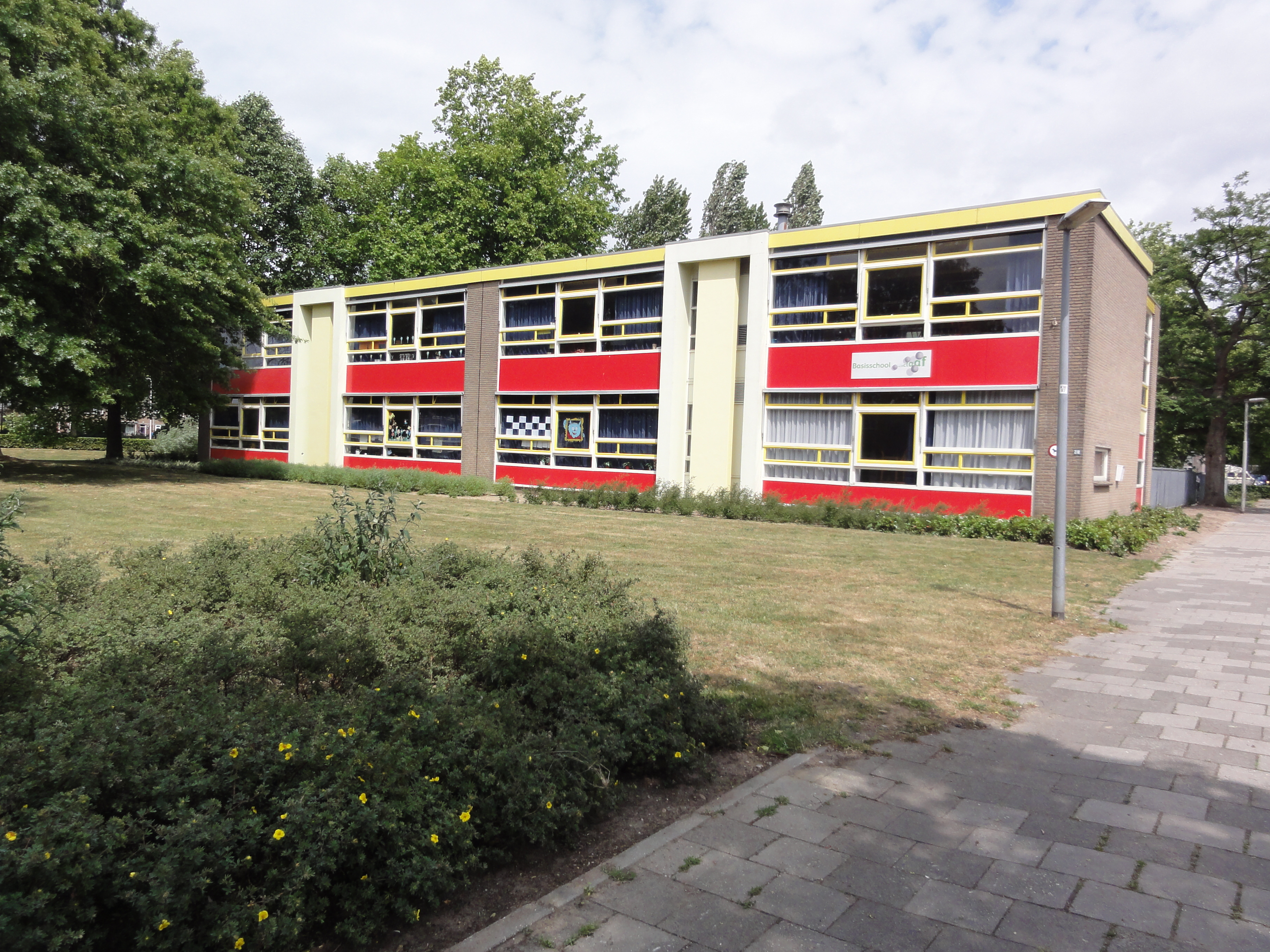
Basisschool Het Octaaf
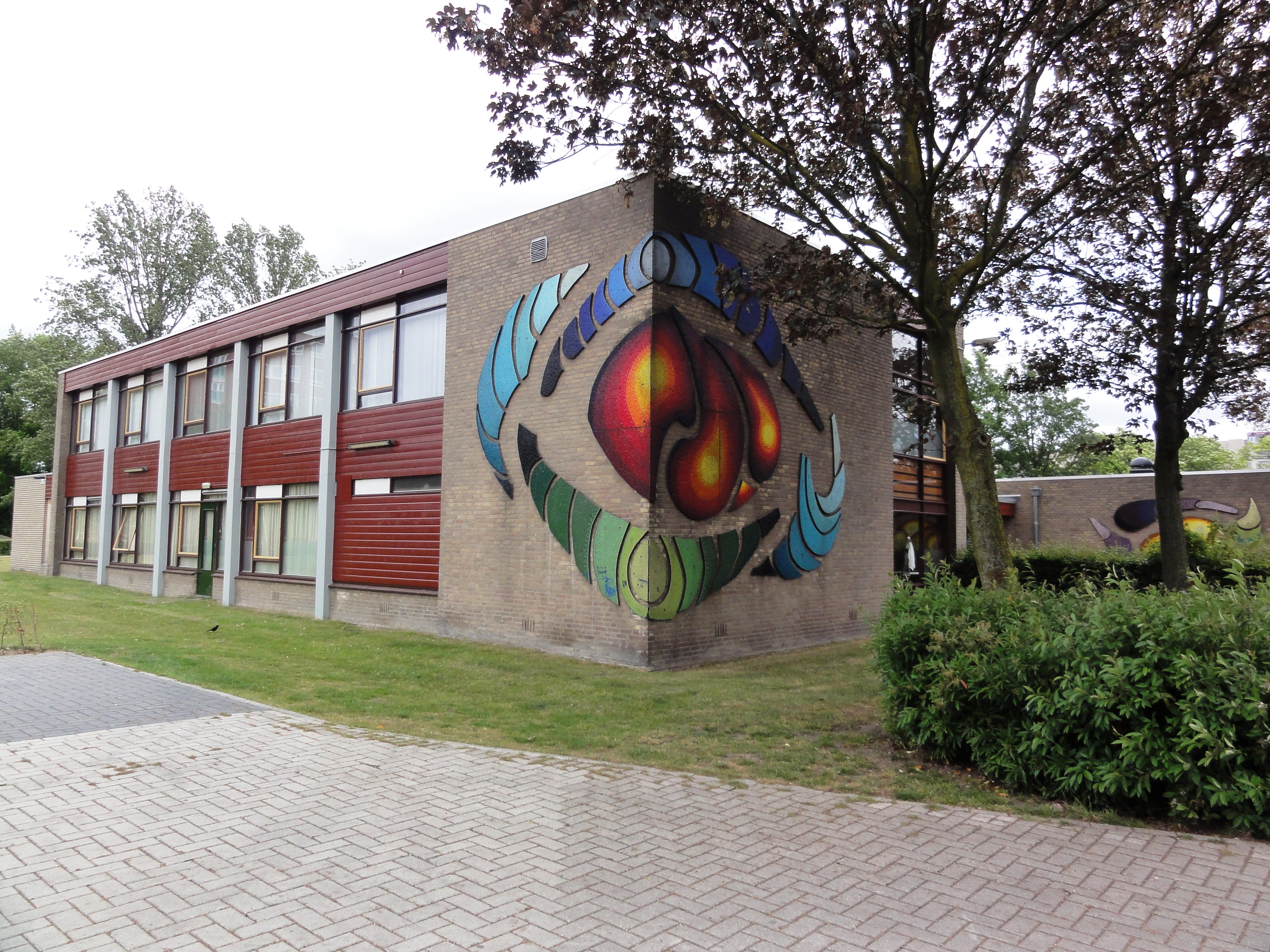
Wijkcentrum De Schalmei
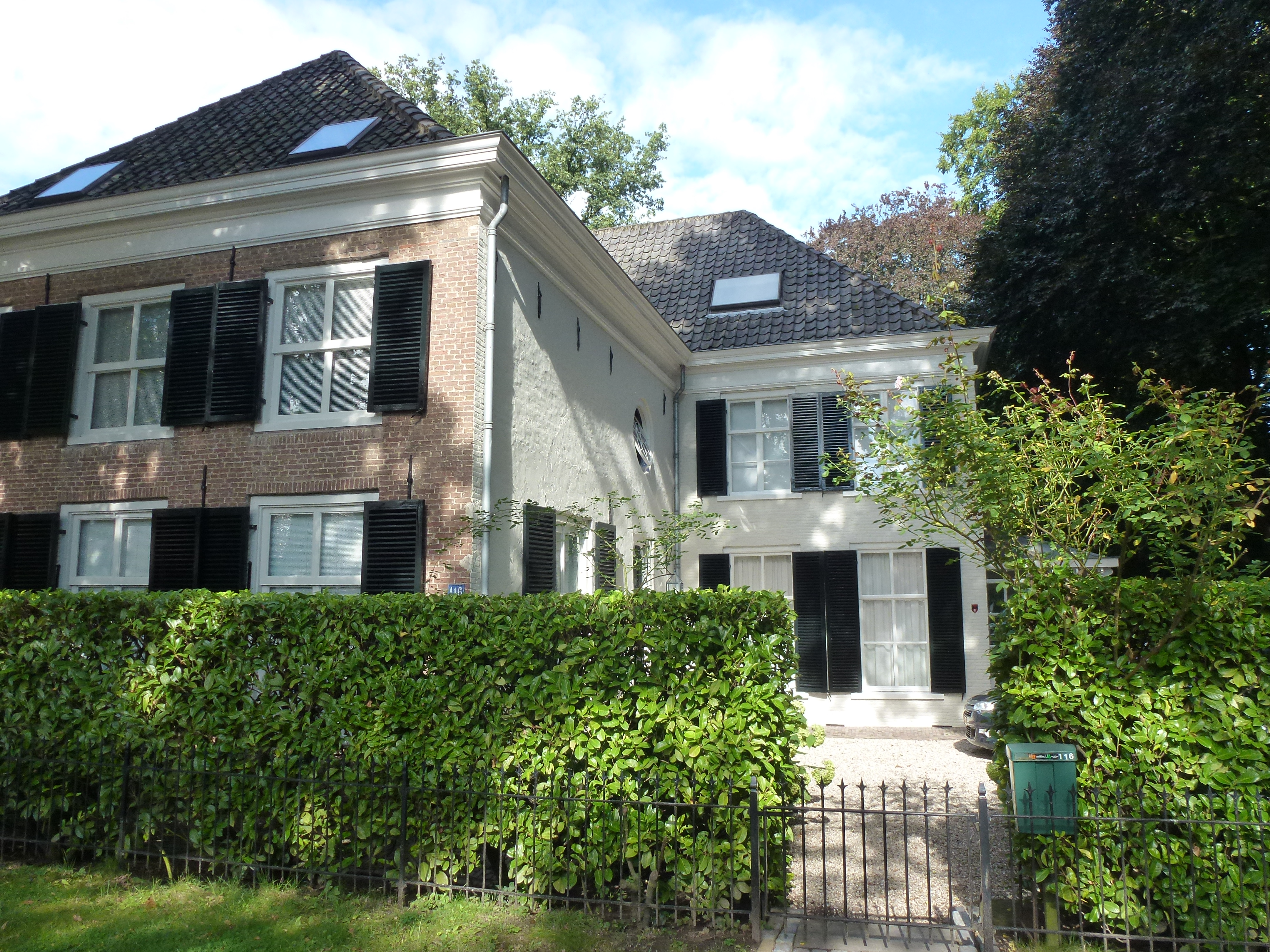
Pastorie, Dorpsstraat 116